# Joakim Milder

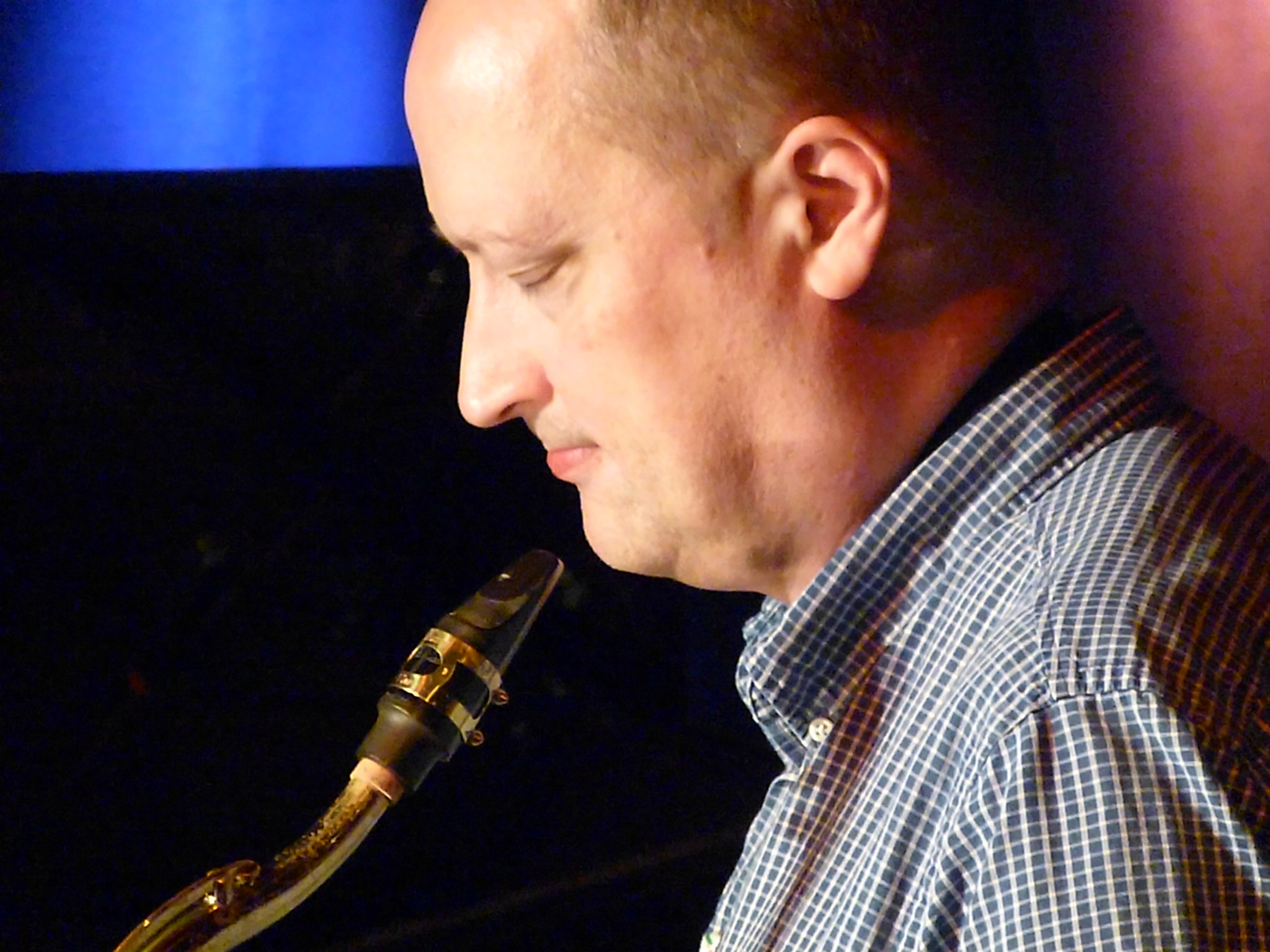
Joakim Milder im A-Trane 2014

Joakim Milder (* 24. September 1965 in Stockholm, Schweden) ist ein schwedischer Jazz-Saxophonist (Tenor, Sopran).

## Leben und Wirken
Milder wuchs in einer musikalischen Familie auf: sein Vater ist ein Swing-Pianist, seine Mutter Musiklehrerin, und auch seine Geschwister sind aktive Musiker. 1984 bis 1987 studierte er an der Königlichen Musikhochschule in Stockholm. Er wurde zeitig als Mitglied der Band von Fredrik Norén bekannt. 1995 spielte er mit Red Mitchell und Roger Kellaway das Album Live in Stockholm ein; 1996 holte ihn Tomasz Stańko zu den Aufnahmen seines Komeda-Tributs Litania (das sie auch 2011 auf dem JazzFest Berlin vorstellten); mit Palle Danielsson nahm er ein Album mit Jazzbearbeitungen schwedischer Volksmusik (Nordan) auf. Daneben spielte er mehrere Alben als Bandleader ein und ist als Sideman bei Plattenaufnahmen von Ulf Adåker, Bosse Broberg, Jonas Knutsson, Nils Landgren (Ballads), Nils Lindberg, Mattias Ståhl, Viktoria Tolstoy (My Russian Soul) und Fredrik Norén zu hören. Auf dem Festival JazzBaltica 2009 stellte er Musik vor, die Esbjörn Svensson gewidmet war und eigentlich für ein Duo mit ihm konzipiert war.
Seit 2006 ist Milder Professor für Saxophon, Ensemblespiel und Improvisation an der Königlichen Musikhochschule in Stockholm. Im selben Jahr erhielt er den Jazzpreis der Königlichen Musikakademie. 2021 wurde ihm die Gyllene Skivan verliehen.

## Diskographische Hinweise
- Still in Motion [live], Dragon mit Rune Carlsson, Steve Dobrogosz, Christian Spering (1989)[2]
- Consensus mit Magnus Gran, Andres Persson, Christian Spering (1992)
- Ways mit Fredrik Anderberg, Rune Carlsson, Steve Dobrogosz, Henrik Frendin, Anders Jakobsson, Lasse Lindgren, Peter Ostlund, Christian Spering, Bertil Strandberg (1995)
- Remains mit Steve Dobrogosz, Henrik Frendin, Peter Ostlund, Mats Rondin, Max Schultz, Christian Spering (1996)
- Monolithic mit Peter Dahlgren, Peter Danemo, Christian Spering, Staffan Svensson (2003)
- Nils Ölmedal/Jon Fält/Mats Äleklint/Joakim Milder: Silent Room (Apart Records, 2003)
- Ann-Sofi Söderqvist/Jan Levander/Joakim Milder Composer’s Big Fun (2005)[3]
- Joakim Milder, Bobo Stenson, Palle Danielsson, Fredrik Norén: Sister Maj’s Blouse – In Concert (2006)
- Marcin Wasilewski Trio with Joakim Milder Spark of Life, mit Sławomir Kurkiewicz, Michał Miśkiewicz (ECM, 2013)
- Milder / Ljungkvist / Landæus / Augustson / Rundqvist: The Music of Anders Garstedt (Moserobie, 2018)